# Radiohead
Radiohead is een Engelse alternatieve rockband uit Oxfordshire. De band bestaat uit Thom Yorke (zang, slaggitaar, piano, elektrische instrumenten, percussie), Jonny Greenwood (leadgitaar, andere instrumenten), Ed O'Brien (gitaar, achtergrondzang), Colin Greenwood (basgitaar, synthesizers) en Phil Selway (drums en percussie). Sinds 1994 werkt de band samen met producer Nigel Godrich en ontwerper Stanley Donwood. Radiohead heeft meer dan 25 miljoen platen verkocht.

## Geschiedenis

### Vroege jaren
Radiohead begon eind jaren 80 onder de naam On A Friday, maar noemde zich al snel naar een nummer van de Talking Heads (Radio Head van het album True Stories). Dit gebeurde onder druk van de platenmaatschappij die 'On A Friday' niet flitsend genoeg vond en Radiohead als naam met enige argwaan toeliet, onder het motto: alles beter dan 'On A Friday'. Radiohead bracht haar eerste single, Creep, uit in 1992, en het debuutalbum Pablo Honey in 1993. Hoewel aanvankelijk weinig succesvol, werd Creep een jaar later wereldwijd een grote hit. Later werd het door de band zelf verguisd.

### The BendsenOK Computer
In de jaren 90 werkte de band zich op tot een van de succesvolste rockacts ter wereld, met als hoogtepunten de albums The Bends in 1995, waarvan zeven singles verschijnen, en het vaak tot meesterwerk bestempelde OK Computer in 1997. De kenmerkende gitaarklanken van de band en Yorkes falsettozang werden door recensenten en fans warm ontvangen. De band scoorde verschillende hits met Street Spirit (Fade Out) en Fake Plastic Trees van The Bends, en met Paranoid Android, Karma Police en in mindere mate met No Surprises van OK Computer. Het album OK Computer wordt vaak gezien als een hoogtepunt en een typering van de jaren 90.

### Kid AenAmnesiac
Na al het succes gooide de band in 2000 het roer echter helemaal om. De tournee na OK Computer bleek heel erg vermoeiend voor de band, zoals te zien is op de dvd Meeting People Is Easy. Radiohead liet in de rockscene een duidelijke invloed achter, die terug te horen is bij onder andere Coldplay, Muse, Travis, Saybia en Keane, maar sloeg zelf het elektronische pad in. Met de platen Kid A en Amnesiac (die uit dezelfde opnameperiode afkomstig zijn, maar met een pauze van een half jaar in 2001 en 2002 werden uitgebracht) verloor de band veel fans, maar won er ook weer bij. De Radiohead-sound van die albums bevatte nog maar weinig rock en pop, maar vooral veel niet snel te doorgronden elektronica en verder Krautrock en jazz. De groep zei zich te hebben laten beïnvloeden door acts als Autechre, Squarepusher en Aphex Twin, en had hier een totaal eigen geluid uit weten te scheppen. Met de wat toegankelijker nummers Pyramid Song en Knives Out (van Kid A werden geen singles uitgebracht) scoorde Radiohead goed in de alternatieve hitlijsten. Ook in haar videoclips bleef de band vernieuwend. Onbekende kunstenaars werden uitgenodigd bijzondere animatieclips bij de muziek te maken, en haalden zo MTV.

### Hail to the Thief
Op het in 2003 verschenen Hail to the Thief ging Radiohead tussen haar rock- en elektronische geluid in zitten. Het album mixte alle stijlen die de band ooit gebruikt had. Recensenten noemden het een typisch Radiohead-album, maar waren tevreden. Ook de erop volgende wereldtournee werd een succes; in de pers in de Verenigde Staten werd de band algemeen bejubeld en vergeleken met Pink Floyd. Van het album werden drie singles getrokken, There There, Go to Sleep en 2+2=5.
Naar aanleiding van Hail to the Thief verscheen ook een dvd, getiteld The Most Gigantic Lying Mouth of All Time, met een compilatie van afleveringen die uitgezonden zouden worden op de BBC. Toen dit oorspronkelijke plan niet kon doorgaan, besloot Radiohead de afleveringen via haar website uit te zenden. Nu is de compilatie enkel te verkrijgen op dvd.

### Soloplaat Yorke en de zevende Radiohead-plaat
In 2006 bracht Thom Yorke zijn eerste soloalbum uit (7 juli 2006 in Nederland), getiteld The Eraser bij indielabel XL Recordings. De productie was, net zoals bij de andere albums van Radiohead, in handen van Nigel Godrich. Het artwork kwam van Stanley Donwood, de 'huisartiest' van Radiohead.
Yorke ontkende met klem dat de plaat een split van de groep zou betekenen. Hij deelde namelijk op hetzelfde moment mee dat het volgende, zevende Radiohead-album in 2007 zou uitkomen.

### In Rainbows
In 2006 kwam Radiohead, na lange tijd, weer met nieuw materiaal. Tijdens hun Europese tournee lieten ze enkele nieuwe nummers horen, waaronder All I Need, Open Pick, Nude (eerder bekend als Big Ideas), Go Slowly, Bangers 'n' Mash, Bodysnatchers, Spooks, Arpeggi, Videotape, 15 Step, Down Is the New Up en Last Flowers. Zoals bij veel Radiohead-concerten doken op internet bootlegs van de nieuwe nummers op.
Op 1 oktober 2007 maakte Radiohead bekend dat het nieuwe album de titel In Rainbows draagt, en al vanaf 10 oktober 2007 vanaf een speciale site te downloaden zou zijn. Veel van de eerdere nieuwe nummers staan op dit album. Opvallend en spraakmakend is dat de downloadversie geen vaste prijs heeft en dat de koper zelf kan bepalen wat hij wil betalen. De zogenaamde discbox-editie, die onder andere een bonus-cd, vinyls en artwork bevat, kost echter 40 pond (omgerekend zo'n 58 euro). Het album was op 10 oktober 's middags voor het eerst integraal op de radio te horen via XFM London, een Brits station met mogelijkheid tot online beluistering.
Ze tekenden wel een contract met XL Recordings. Dat label heeft In Rainbows in cd-vorm uitgebracht. Vroeger zat de band bij EMI, maar Thom Yorke bracht zijn soloplaat uit bij XL, dus verrassend was deze nieuwe stap niet echt.

### Radiohead: The Best Of
EMI, het voormalige platenlabel van Radiohead, bracht in de zomer van 2008 een greatest-hits-album uit: Radiohead: The Best Of. De band zelf had geen enkele invloed op deze uitgave, omdat EMI eigenaar is van de rechten van de eerste zes albums. Het verzamelalbum werd in verschillende versies uitgebracht.

### The King of Limbs
In mei 2009 kondigde Colin Greenwood aan dat de band de studio in ging, met producer Nigel Godrich, om te werken aan hun volgende studioalbum.
Op 14 februari 2011 volgde de aankondiging van The King of Limbs, het achtste studioalbum van de band. Het album werd op 18 februari uitgebracht als download, gevolgd door een speciale editie in mei 2011.
Het album is opvallend kort. Het bevat slechts 8 nummers, terwijl de meeste Radiohead-albums 12 tot 14 nummers bevatten.
Op 19 december 2011 maakte Radiohead op zijn website twee nieuwe nummers beschikbaar: The Daily Mail en Staircase. Deze waren opgenomen tijdens de sessies voor het album The King of Limbs.

### A Moon Shaped Pool
In december 2011 en januari 2012 ging Radiohead wederom de studio in om aan nieuw materiaal te werken. De band speelde in 2012 bewust geen Europese zomerfestivals maar startte wel een tournee met enkele openluchtopvoeringen. Op 17 juni 2012 stortte een podium in Canada in, waarop Radiohead zou gaan spelen. Hierbij vielen een dode en drie gewonden. Op 15 februari maakte de band in een interview met radiostation BBC 6Music bekend eind zomer samen te komen om te werken aan de opvolger van The King of Limbs.
Het negende studioalbum van Radiohead, A Moon Shaped Pool, werd digitaal uitgebracht op 8 mei 2016.

### OK Computer Oknotok
In juni 2017, twintig jaar na het uitbrengen van OK Computer, verscheen een jubileumuitgave van het album met de titel OK Computer Oknotok 1997 2017. Op het album zijn de twaalf originele nummers van OK Computer geremasterd. Ook bevat het album acht B-kantjes en drie niet eerder uitgebrachte nummers van Radiohead.

## Bezetting
- Thom Yorke (zang, gitaar, piano)

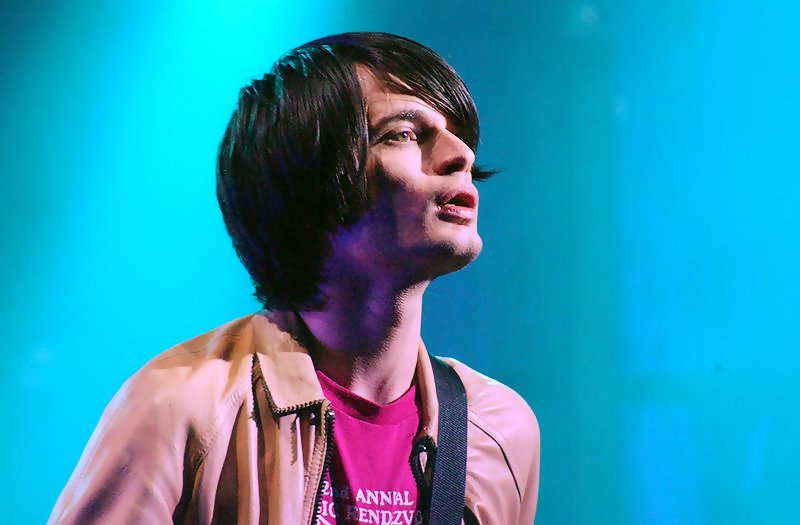
Jonny Greenwood

- Ed O'Brien (gitaar, achtergrondzang, elektronica, percussie)
- Jonny Greenwood (gitaar, elektronica, percussie, piano, ondes-Martenot)
- Colin Greenwood (basgitaar)
- Phil Selway (drums)

- Vaak genoemd als 'zesde bandlid': Stanley Donwood (artwork van alle cd's behalve Pablo Honey, en ook van Thom Yorke's The Eraser) en Nigel Godrich (producer van alle albums sinds The Bends)

## Discografie

### Albums
| Album met eventuele hitnotering(en) in de Nederlandse Album Top 100 | Datum van verschijnen | Datum van binnenkomst | Hoogste positie | Aantal weken | Opmerkingen     |
| ------------------------------------------------------------------- | --------------------- | --------------------- | --------------- | ------------ | --------------- |
| Pablo Honey                                                         | 22-02-1993            | 26-06-1993            | 61              | 9            |                 |
| The Bends                                                           | 13-03-1995            | 01-04-1995            | 20              | 31           |                 |
| OK Computer                                                         | 16-06-1997            | 28-06-1997            | 2               | 42           | Platina         |
| Kid A                                                               | 02-10-2000            | 07-10-2000            | 4               | 14           |                 |
| Amnesiac                                                            | 04-06-2001            | 09-06-2001            | 3               | 14           |                 |
| I might be wrong - Live recordings                                  | 12-11-2001            | 01-12-2001            | 94              | 1            | Livealbum       |
| Hail to the Thief                                                   | 09-06-2003            | 21-06-2003            | 4               | 15           |                 |
| Com lag 2+2=5                                                       | 24-03-2004            | 15-05-2004            | 62              | 4            |                 |
| In Rainbows                                                         | 31-12-2007            | 05-01-2008            | 7               | 38           |                 |
| The Best Of                                                         | 30-05-2008            | 07-06-2008            | 9               | 17           | Verzamelalbum   |
| The King of Limbs                                                   | 25-03-2011            | 02-04-2011            | 3               | 11           |                 |
| TKOL RMX 1234567                                                    | 07-10-2011            | 15-10-2011            | 74              | 2            |                 |
| A Moon Shaped Pool                                                  | 08-05-2016            | 14-05-2016            | 2               | 44           |                 |
| OK Computer OKNOTOK 1997 2017                                       | 16-06-2017            | 01-07-2017            | 5               | 5            | Jubileumuitgave |

| Album met hitnotering(en) in de Vlaamse Ultratop 200 albums | Datum van verschijnen | Datum van binnenkomst | Hoogste positie | Aantal weken | Opmerkingen     |
| ----------------------------------------------------------- | --------------------- | --------------------- | --------------- | ------------ | --------------- |
| The Bends                                                   | 1995                  | 11-05-1996            | 8               | 19           |                 |
| Pablo Honey                                                 | 1993                  | 24-08-1996            | 38              | 3            |                 |
| OK Computer                                                 | 1997                  | 28-06-1997            | 1(1wk)          | 34           |                 |
| Kid A                                                       | 2000                  | 07-10-2000            | 3               | 7            |                 |
| Amnesiac                                                    | 2001                  | 09-06-2001            | 4               | 7            |                 |
| Hail to the Thief                                           | 2003                  | 14-06-2003            | 2               | 12           |                 |
| Com Lag 2+2=5                                               | 2004                  | 22-05-2004            | 81              | 4            |                 |
| Airbag / How Am I Driving?                                  | 06-04-2007            | 28-04-2007            | 91              | 1            |                 |
| In Rainbows                                                 | 2007                  | 05-01-2008            | 2               | 52*          |                 |
| The Best Of                                                 | 2008                  | 07-06-2008            | 1(1wk)          | 20           | Verzamelalbum   |
| The King of Limbs                                           | 2011                  | 02-04-2011            | 7               | 14           |                 |
| TKOL RMX 1234567                                            | 2011                  | 22-10-2011            | 43              | 2            |                 |
| A Moon Shaped Pool                                          | 08-05-2016            | 14-05-2016            | 1(2wk)          | 72           |                 |
| OK Computer OKNOTOK 1997 2017                               | 16-06-2017            | 01-07-2017            | 10              | 18           | Jubileumuitgave |

### Singles
| Single met eventuele hitnotering(en) in de Nederlandse Top 40 | Datum van verschijnen | Datum van binnenkomst | Hoogste positie | Aantal weken | Opmerkingen                         |
| ------------------------------------------------------------- | --------------------- | --------------------- | --------------- | ------------ | ----------------------------------- |
| Creep                                                         | 06-09-1993            | 18-09-1993            | 17              | 8            | Nr.13 in de Mega Top 50             |
| Street Spirit (Fade Out)                                      | 22-01-1996            | 16-03-1996            | 28              | 6            | Nr. 26 in de Mega Top 50            |
| Paranoid Android                                              | 26-05-1997            | 14-06-1997            | tip5            | -            | Nr. 61 in de Mega Top 100           |
| Karma Police                                                  | 25-08-1997            | 09-08-1997            | 33              | 4            | Nr. 50 in de Mega Top 100 / Megahit |
| No Surprises                                                  | 12-01-1998            | 22-11-1997            | tip14           | -            | Nr. 58 in de Mega Top 100           |
| Pyramid Song                                                  | 21-05-2001            | 09-06-2001            | 21              | 3            | Nr. 23 in de Mega Top 100           |
| Knives out                                                    | 06-08-2001            | -                     | -               | -            | Nr. 63 in de Mega Top 100           |
| There, There                                                  | 26-05-2003            | 07-06-2003            | tip18           | -            | Nr. 48 in de Mega Top 50            |
| Go to Sleep                                                   | 18-08-2003            | -                     | -               | -            | Nr. 55 in de Single Top 100         |
| 2+2=5                                                         | 24-11-2003            | -                     | -               | -            | Nr. 99 in de Single Top 100         |
| Nude                                                          | 25-03-2008            | -                     | -               | -            | Nr. 8 in de Single Top 100          |

| Single met hitnotering(en) in de Vlaamse Ultratop 50 | Datum van verschijnen | Datum van binnenkomst | Hoogste positie | Aantal weken | Opmerkingen                 |
| ---------------------------------------------------- | --------------------- | --------------------- | --------------- | ------------ | --------------------------- |
| Creep                                                | 1993                  | 03-07-1993            | 37              | 3            | Nr. 29 in de Radio 2 Top 30 |
| Paranoid Android                                     | 26-05-1997            | 28-06-1997            | tip15           | -            |                             |
| Karma Police                                         | 25-08-1997            | 17-08-1997            | tip9            | -            |                             |
| No Surprises                                         | 12-01-1998            | 22-11-1997            | tip13           | -            |                             |
| Pyramid Song                                         | 21-05-2001            | 02-06-2001            | tip17           | -            |                             |
| There, There                                         | 26-05-2003            | 07-06-2003            | tip16           | -            |                             |
| Jigsaw Falling into Place                            | 2008                  | 12-01-2008            | tip12           | -            |                             |
| Nude                                                 | 2008                  | 19-04-2008            | 12              | 2            |                             |
| Lotus Flower                                         | 07-03-2011            | 02-04-2011            | tip15           | -            |                             |
| Burn the Witch                                       | 2016                  | 14-05-2016            | tip16           | -            |                             |
| Present Tense                                        | 2016                  | 22-10-2016            | tip             | -            |                             |
| I Promise                                            | 2017                  | 17-06-2017            | tip             | -            |                             |
| Man of War                                           | 2017                  | 01-07-2017            | tip             | -            |                             |
| Ill Wind                                             | 2019                  | 26-01-2019            | tip             | -            |                             |

### Dvd's
| Dvd's met hitnoteringen in de Dvd Top 30   | Datum van verschijnen | Datum van binnenkomst | Hoogste positie | Aantal weken | Opmerkingen |
| ------------------------------------------ | --------------------- | --------------------- | --------------- | ------------ | ----------- |
| The Best Of                                | 2008                  | 07-06-2008            | 12              | 6            |             |
| Rocks Germany 2001                         | 2008                  | 22-11-2008            | 28              | 1            |             |
| The King of Limbs - Live from the Basement | 2012                  | 28-01-2012            | 13              | 7            |             |

### NPO Radio 2 Top 2000
| Nummers met noteringen in de NPO Radio 2 Top 2000 | '07 | '08  | '09 | '10 | '11 | '12 | '13 | '14  | '15  | '16  | '17  | '18  | '19  | '20  | '21  | '22  | '23  | '24  |
| ------------------------------------------------- | --- | ---- | --- | --- | --- | --- | --- | ---- | ---- | ---- | ---- | ---- | ---- | ---- | ---- | ---- | ---- | ---- |
| Creep                                             | 176 | 1018 | 283 | 130 | 129 | 116 | 115 | 102  | 117  | 75   | 65   | 87   | 83   | 62   | 66   | 57   | 50   | 54   |
| Exit Music (For a Film)                           | -   | -    | -   | -   | -   | -   | -   | -    | -    | -    | -    | -    | -    | 809  | 762  | 584  | 565  | 462  |
| Fake Plastic Trees                                | -   | -    | -   | -   | -   | -   | -   | 843  | 866  | 836  | 780  | 1046 | 1127 | 1250 | 1248 | 1144 | 1118 | 970  |
| High and Dry                                      | -   | -    | -   | -   | -   | -   | -   | 1984 | 1765 | 1818 | 1829 | 1813 | 1959 | -    | -    | -    | 1998 | 1532 |
| Jigsaw Falling into Place                         | ×   | -    | -   | -   | -   | -   | -   | -    | -    | -    | -    | -    | -    | -    | -    | -    | -    | 1020 |
| Karma Police                                      | -   | -    | 361 | 196 | 204 | 131 | 147 | 221  | 214  | 206  | 170  | 235  | 246  | 287  | 327  | 300  | 269  | 217  |
| No Surprises                                      | -   | -    | -   | -   | -   | -   | -   | 916  | 837  | 797  | 725  | 925  | 895  | 1017 | 1077 | 729  | 645  | 515  |
| Paranoid Android                                  | -   | -    | -   | -   | 166 | 152 | 144 | 178  | 200  | 210  | 224  | 301  | 342  | 432  | 439  | 423  | 453  | 413  |
| Street Spirit                                     | 187 | 1078 | 92  | 132 | 142 | 125 | 99  | 141  | 134  | 145  | 152  | 183  | 186  | 211  | 209  | 199  | 209  | 202  |

1. ↑  Een '-' betekent dat het nummer niet was genoteerd, een '×' betekent dat het nummer nog niet was uitgebracht en een vetgedrukt getal geeft de hoogste notering van een nummer aan.
2. ↑  2007 was het eerste jaar met een notering voor Radiohead.

## Concerten in Nederland en België
- 5 mei 1993: Bevrijdingspop, Haarlem
- 8 juni 1993: Doornroosje, Nijmegen
- 10 juni 1993: Het Paard van Troje, Den Haag
- 12 juni 1993: Beeckestijnpop, IJmuiden[5]
- 15 augustus 1993: Marktrock, Leuven
- 21 augustus 1993 Waterpop festival, Wateringen
- 22 augustus 1993: Sjock Festival, Gierle
- 2 december 1994; Melkweg, Amsterdam
- 27 augustus 1995: Pukkelpop Festival, Kiewit
- 9 november 1995: Noorderligt, Tilburg
- 4 december 1995: Paradiso, Amsterdam
- 5 december 1995: Luna Theatre, Brussel
- 27 mei 1996: Pinkpop, Landgraaf
- 06 juli 1996: Torhout-Werchter, Torhout
- 07 juli 1996: Torhout-Werchter, Werchter
- 24 juni 1997: Vredenburg, Utrecht
- 05 juli 1997: Torhout-Werchter Festival, Torhout
- 06 juli 1997: Torhout-Werchter Festival, Werchter
- 13 oktober 1997: Ahoy, Rotterdam
- 14 oktober 1997: Vorst Nationaal, Brussel
- 11 september 2000: Werchter festival site, Werchter
- 12 september 2000: Werchter festival site, Werchter
- 15 september 2000: Goffertpark, Nijmegen
- 16 september 2000: Goffertpark, Nijmegen
- 4 juni 2001: Pinkpop, Landgraaf
- 26 juni 2003: Rock Werchter, Werchter
- 11 november 2003: Vorst Nationaal, Brussel
- 19 november 2003:GelreDome, Arnhem
- 17 augustus 2006: Pukkelpop, Kiewit
- 8 mei 2006: Heineken Music Hall, Amsterdam
- 9 mei 2006: Heineken Music Hall, Amsterdam (werd vanwege de dood van Selways moeder afgelast)
- 28 augustus 2006: Heineken Music Hall, Amsterdam (verving het op 9 mei afgelaste concert)
- 1 juli 2008: Westerpark, Amsterdam
- 5 juli 2008: Rock Werchter
- 14 oktober 2012: Ziggo Dome, Amsterdam
- 18 oktober 2012: Sportpaleis, Antwerpen
- 20 mei 2016: Heineken Music Hall, Amsterdam
- 21 mei 2016: Heineken Music Hall, Amsterdam
- 18 juni 2017: Best Kept Secret Festival, Hilvarenbeek
- 30 juni 2017: Rock Werchter, Werchter